# 72の法則
72の法則（72のほうそく）とは、資産運用において元本が2倍になるような年利と年数とが簡易に求められる法則である。

## 概要
72の法則は、次式のとおりである。
年利 (%) × 年数 = 72
| 年数 n | 72の法則で計算 した年利率 (%) | n 年で2倍に なる年利率 (%) |
| ------ | ----------------------------- | -------------------------- |
| 2      | 36                            | 41.4                       |
| 4      | 18                            | 18.9                       |
| 6      | 12                            | 12.2                       |
| 8      | 9                             | 9.1                        |
| 12     | 6                             | 5.9                        |
| 20     | 3.6                           | 3.5                        |

上式の「年利 (%)」に複利法での年利率を代入すると元本が2倍になるのに必要な年数が求められる。逆に、「年数」に運用年数を代入すると元本が2倍になるのに必要な年利が求められる。上式は年利 (%) が 8% 付近で誤差が最も小さい。
元金 A が2倍になる年利率 r と年数 n は、次式の関係になっている。
2A = A (1+r)n
両辺を A で割ってから両辺の自然対数をとると、
ln 2 = n ln(1+r)
テイラー展開によって ln(1+r) ≈ r と近似できるので、
100 ln 2 ≈ 100r n
72の法則が成り立つのは、2の自然対数が 0.693147... なので 100 ln 2 = 69.3147... ということにある。この値と近い72が、約数が多いという理由で採用されている。
いくつかの年数について計算した結果を右表に示す。

## 「スムマ」における記述
誰が72の法則を見いだしたかは知られていない。文献上の初出は、イタリアの数学者で、「会計の父」とも呼ばれるルカ・パチョーリが1494年に出版した『スムマ』と呼ばれる数学書である。この書の原題は、Summa de arithmetica, geometria, proportioni et proportionalità であり、日本語では、『算術・幾何・比及び比例全書』などと訳される。

この書に、次の問題が出ている。
(Fol. 181, n. 44.) A voler sapere ogni quantità a tanto per 100 l'anno, in quanti anni sarà tornata doppia tra utile e capitale, tieni per regola 72, a mente, il quale sempre partirai per l'interesse, e quello che ne viene, in tanti anni sarà raddoppiato. Esempio: Quando l'interesse è a 6 per 100 I'anno, dico che si parta 72 per 6; ne vien 12, e in 12 anni sarà raddoppiato il capitale. —Fra Luca Bartolomeo de Pacioli, Summa de arithmetica, geometria, proportioni et proportionalità (Venice 1494) 
英語訳は、次のとおりである。
You want to know for every percentage interest per year, how many years will be required to return double the original capital, you hold the rule 72 in mind, which always you will divide by the interest, and the result will determine in how many years it will be doubled. Example: When the interest is 6 per 100 per year, I say that you divide 72 by 6; that is 12, so in 12 years the capital will be doubled.
一部ネット上ではこの法則がアインシュタインによって発見されたとする説が流布されているが、上述のとおり15世紀のイタリアで既に知られていた。